# Pycnopogon denudatus
Pycnopogon denudatus är en tvåvingeart som beskrevs av Seguy 1949. Pycnopogon denudatus ingår i släktet Pycnopogon och familjen rovflugor. Inga underarter finns listade i Catalogue of Life.